# 파베우 나스툴라
파베우 마르친 나스툴라(폴란드어: Paweł Marcin Nastula, 1970년 6월 26일~)는 폴란드의 유도 선수, 종합격투기 선수이다. 1996년 하계 올림픽 남자 하프헤비급 부문 금메달을 획득했으며, 세계 유도 선수권 대회에서 금메달 2개와 은메달 1개를 획득했다. 2004년에 유도 선수 생활을 마치고 격투기 선수로 전향하여 활동했다.